# Leucostoma obscuripennis
Leucostoma obscuripennis là một loài ruồi trong họ Tachinidae.